# Ігуала-де-ла-Індепенденсія
Ігуала-де-ла-Індепенденсія (ісп. Iguala de la Independencia) — місто в Мексиці, входить до муніципалітету Ігуала-де-ла-Індепенденсія штату Герреро. Населення 110 390 осіб.
За 35 км від міста розташовані руїни Куетлахучитлана — важливого міста доколумбової культури Мескала.

## Клімат
Місто знаходиться у зоні, котра характеризується кліматом тропічних саван. Найтепліший місяць — травень із середньою температурою 29.2 °C (84.6 °F). Найхолодніший місяць — січень, із середньою температурою 22.4 °С (72.3 °F).
| Клімат Ігуали           | Клімат Ігуали | Клімат Ігуали | Клімат Ігуали | Клімат Ігуали | Клімат Ігуали | Клімат Ігуали | Клімат Ігуали | Клімат Ігуали | Клімат Ігуали | Клімат Ігуали | Клімат Ігуали | Клімат Ігуали | Клімат Ігуали |
| Показник                | Січ.          | Лют.          | Бер.          | Квіт.         | Трав.         | Черв.         | Лип.          | Серп.         | Вер.          | Жовт.         | Лист.         | Груд.         | Рік           |
| Абсолютний максимум, °C | 35,5          | 37,5          | 41            | 42            | 42            | 42            | 39            | 36,5          | 38            | 39            | 36            | 38            | 42            |
| Середній максимум, °C   | 31,5          | 33,2          | 35,9          | 37,9          | 38            | 35,1          | 32,3          | 31,9          | 31,6          | 31,8          | 31,2          | 31,1          | 33,5          |
| Середня температура, °C | 22,4          | 24,1          | 26,4          | 28,5          | 29,2          | 27,6          | 25,9          | 25,3          | 25,5          | 25,2          | 23,9          | 22,9          | 25,6          |
| Середній мінімум, °C    | 13,3          | 14,9          | 16,9          | 19            | 20,3          | 20,2          | 19,4          | 18,7          | 19,3          | 18,6          | 16,7          | 14,7          | 17,7          |
| Абсолютний мінімум, °C  | 6             | 7             | 8,5           | 9             | 9             | 16,5          | 16            | 15            | 15            | 13            | 11            | 7,5           | 6             |
| Норма опадів, мм        | 6             | 3             | 5             | 2             | 50            | 234           | 248           | 195           | 218           | 68            | 18            | 7             | 1054          |
| Днів з дощем            | 0,6           | 0,8           | 0,4           | 1             | 6,5           | 17,2          | 17,8          | 15,4          | 17,5          | 5,6           | 1,9           | 1,1           | 85,8          |
| ----------------------- | ------------- | ------------- | ------------- | ------------- | ------------- | ------------- | ------------- | ------------- | ------------- | ------------- | ------------- | ------------- | ------------- |
| Джерело: Weatherbase    |               |               |               |               |               |               |               |               |               |               |               |               |               |